# Macel·la
Macel·la (en llatí Macella o Magella, en grec antic Μάκελλα) va ser una ciutat del nord-oest de Sicília esmentada per Polibi.
Diu que va ser conquerida pels cònsols romans Gai Duïli i Gneu Corneli Escipió Asina, al seu retorn del setge de Segesta l'any 260 aC. Segons Diodor de Sicília abans d'això els romans ja havien assetjat la ciutat sense èxit. L'any 211 aC, durant la Segona Guerra Púnica, la ciutat es va revoltar a favor dels cartaginesos quan el cònsol Marc Claudi Marcel va sortir de Sicília. De la ciutat en parlen també Titus Livi i Plini el Vell.
Se suposa que correspon a la moderna Macellaro a uns 20 km a l'est de Segesta.